# RFL Championship 1982-83
El Championship de 1982-83 fue la 88.º edición del torneo de rugby league más importante de Inglaterra.

## Formato
Los equipos se enfrentaron en formato de todos contra todos en condición de local y de visitante, el equipo que terminó en la primera posición al finalizar el torneo se coronó campeón, mientras que los últimos cuatro equipos descendieron.
Se otorgaron 2 puntos por cada victoria, 1 por el empate y 0 por la derrota.

## Desarrollo

### Tabla de posiciones
| Pos. | Equipo               | Encuentros | Encuentros | Encuentros | Encuentros | Tantos | Tantos | Tantos | Puntos |
| Pos. | Equipo               | PJ         | PG         | PE         | PP         | F      | C      | Dif    | Puntos |
| ---- | -------------------- | ---------- | ---------- | ---------- | ---------- | ------ | ------ | ------ | ------ |
| 1    | Hull FC              | 30         | 23         | 1          | 6          | 572    | 293    | +279   | 47     |
| 2    | Hull Kingston Rovers | 30         | 21         | 1          | 8          | 496    | 276    | +220   | 43     |
| 3    | Wigan Warriors       | 30         | 20         | 3          | 7          | 482    | 270    | +212   | 43     |
| 4    | St Helens RFC        | 30         | 19         | 1          | 10         | 516    | 395    | +121   | 39     |
| 5    | Widnes Vikings       | 30         | 18         | 2          | 10         | 534    | 357    | +177   | 38     |
| 6    | Leeds Rhinos         | 30         | 18         | 2          | 10         | 480    | 443    | +27    | 38     |
| 7    | Castleford Tigers    | 30         | 18         | 1          | 11         | 629    | 458    | +171   | 37     |
| 8    | Oldham RLFC          | 30         | 15         | 2          | 13         | 346    | 320    | +26    | 32     |
| 9    | Bradford Northern    | 30         | 14         | 2          | 14         | 381    | 314    | +67    | 30     |
| 10   | Leigh Centurions     | 30         | 13         | 3          | 14         | 488    | 374    | +114   | 29     |
| 11   | Warrington Wolves    | 30         | 13         | 2          | 15         | 423    | 410    | +13    | 28     |
| 12   | Featherstone Rovers  | 30         | 10         | 4          | 16         | 350    | 447    | -97    | 24     |
| 13   | Barrow Raiders       | 30         | 11         | 1          | 18         | 472    | 505    | -33    | 23     |
| 14   | Workington Town      | 30         | 6          | 2          | 22         | 318    | 696    | -378   | 14     |
| 15   | Halifax RLFC         | 30         | 5          | 1          | 24         | 221    | 651    | -430   | 11     |
| 16   | Carlisle RLFC        | 30         | 2          | 0          | 28         | 251    | 751    | -500   | 4      |

|  | Campeón.                      |
|  | Desciende a segunda división. |

| Bandera de Inglaterra |
| Campeón Hull FC       |
| Sexto título          |